# Bernhard Glose
Bernhard Glose (* 1982 in Herdecke) ist ein deutscher Schauspieler.

## Leben
Bernhard Glose wuchs in Wuppertal auf. Glose spielte schon als Jugendlicher in der Schule Theater, machte sein Abitur und trat anschließend den Zivildienst an. Sein Schauspielstudium absolvierte er von 2004 bis 2008 an der Folkwang Universität der Künste im Studiengang Schauspiel an der Westfälischen Schauspielschule Bochum. Während seines Studiums spielte er am Schauspielhaus Bochum. Nach Abschluss seines Studiums war er bis 2012 vier Jahre als festes Ensemblemitglied an den Städtischen Bühnen Münster engagiert. An den Städtischen Bühnen Münster spielte er u. a. Romeo in Romeo und Julia, Edgar in König Lear, Christian Buddenbrook in Die Buddenbrooks und die Titelrolle in Woyzeck. 2012 erhielt er den Preis der Musik- und Theaterfreunde Münster und des Münsterlandes e.V. als „Bester Schauspieler“ an den Städtischen Bühnen Münster.
Seit dem Ende seines Münsteraner Engagements ist er als freischaffender Schauspieler tätig und war in Engagements u. a. in Wuppertal, Bochum, Gelsenkirchen, Köln und in der Schweiz zu sehen. 2014 spielte er am Rottstraße 5 Theater in Bochum den Macbeth. 2015 gastierte er an den Wuppertaler Bühnen als Romeo. 2016 spielte er am Landestheater Neuss den Mellefont in Miss Sara Sampson. Von 2017 bis 2019 gastierte er mehrfach am Prinz Regent Theater in Bochum. 2018 trat er am Grenzlandtheater Aachen als Valère in Der Geizige auf.
Ab 2019 war er in mehreren Produktion am Theater an der Ruhr zu sehen, u. a. in Germania. Römischer Komplex, Ich, Antonin Artaud – Le Mômo, Ich, Antonin Artaud – Der wilde Harlekin und in Ödipus von Sophokles und Roland Schimmelpfennig. Seit 2024 ist er festes Ensemblemitglied am Theater an der Ruhr.
Bernhard Glose wirkte in einigen Kurzfilmen mit und übernahm gelegentlich auch Film- und Fernsehrollen. In Marie Brand und die Ehrenfrauen (2023), dem 32. Film der ZDF-Krimireihe Marie Brand, spielte er in einer Nebenrolle Marie Brands charmanten Italienisch-Lehrer Antonio. Er ist Mitglied der Genossenschaft Deutscher Bühnen-Angehöriger (GDBA). Glose ist Vater von zwei Kindern und lebt mit seiner Familie in Wuppertal.

## Filmografie (Auswahl)
- 2007: Nachtwache (Kurzfilm)
- 2011: Ritter Roland (Kurzfilm)
- 2011: Abschiede (Kinofilm)
- 2023: Marie Brand und die Ehrenfrauen (Fernsehreihe)
- 2023: König der Siebenschläfer (Kinofilm)
- 2023: Friesland: Feuerteufel (Fernsehreihe)